# Gabriela Spanicová
Gabriela „Gaby“ Elena Spanic Utrera (* 10. prosince 1973 Ortiz) je venezuelská herečka, modelka a zpěvačka.
Pochází ze státu Guárico. Má sestru-dvojče Danielu, která je rovněž herečkou, a další dva mladší sourozence. Její otec Casimiro Španić je chorvatského původu a do Venezuely přišel po druhé světové válce. Jejím manželem byl v letech 1996 až 2002 herec Miguel de León. V roce 2008 se jí narodil syn Gabriel de Jesús.
Studovala psychologii na Universidad Católica Andrés Bello, dala však přednost herectví a modelingu. V roce 1992 byla finalistkou soutěže Miss Venezuela. Od roku 1994 hrála hlavní hrdinku v telenovele Como tú ninguna. Mezinárodní úspěch jí přinesla dvojrole v seriálu Dvě tváře lásky (originální název La usurpadora). Vystupovala také v telenovelách La Venganza a Tierra de pasiones, v roce 2011 uzavřela smlouvu s mexickou společností TV Azteca, která ji angažovala do seriálů Soy tu dueña, Emperatriz a Siempre tuya Acapulco. Vydala také čtyři pěvecká alba a knižní autobiografii.